# Am Basteir
Am Basteir (en gaélico Am Baisteir; se pronuncia æm bæstjɛəɹ) es una montaña en la cadena Cuillin septentrional en la isla de Skye, en Escocia (Reino Unido). Tiene 934 metros de alto y está clasificada como un munro. Forma una estrecha hoja de roca, comparable con el Inaccessible Pinnacle ("Pináculo inaccesible"). Como el resto de la cadena, está compuesta de gabro, una roca ígnea con excelente agarre para la práctica del montañismo.
La ruta más fácil a la cumbre comienza en Sligachan siguiendo un camino a lo largo de la orilla izquierda del Allt Dearg Beag ("pequeño arroyo rojo") durante 5  kilómetros hasta un pequeño lago en el Coire a' Bhasteir, entonces se asciende por un extenuante pedregal inclinado hasta el bealach en la cresta principal. Una trepada de aproximadamente 200  metros a lo largo de la cresta este lleva hasta la cima aunque debe extremarse la precaución cerca de la cumbre pues hay un "mal paso" que negociar, un agujero de 3 metros de alto en la cresta. Podía destreparse hasta hace poco, pero un derrumbamiento de rocas actualmente implica que debe evitarse, descender o rapelarla. El lado occidental de Am Basteir es vertical, aunque es posible para un caminante venir desde la dirección de Bruach na Frìthe para alcanzar la parte superior rodeando por debajo de Am Basteir para alcanzar el bealach antes mencionado.
Al pie del lado occidental hay roca prominente grande, similar en la forma al Am Basteir en sí mismo, conocida como Basteir Tooth ("el Diente de Basteir").
- Datos: Q3775691
- Multimedia: Am Basteir / Q3775691